# كارلوس دوق
كارلوس دوق (باليابانية: デューク・カルロス) هو لاعب كرة قدم ياباني في مركز الوسط، ولد في 28 فبراير 2000 في طوكيو في اليابان. لعب مع فاغيانو أوكاياما.

## وصلات خارجية
- كارلوس دوق على موقع رابطة كرة القدم اليابانية للمحترفين (اليابانية)
- كارلوس دوق على موقع قاعدة بيانات كرة القدم.إي يو (الإنجليزية)
- كارلوس دوق على موقع Soccerway.com (الإنجليزية)
- كارلوس دوق على موقع عالم كرة القدم.نت (الإنجليزية)